# Le Retour (film, 1956)
Pour l’article homonyme, voir Le Retour.
Pour plus de détails, voir Fiche technique et Distribution.
Le Retour est un film québécois de Bernard Devlin sorti en 1956.

## Fiche technique
- Titre : Le Retour
- Réalisation : Bernard Devlin
- Scénario : George Salverson
- Photographie : Roger Moride
- Montage :
- Production : Guy Glover
- Société de production : National Film Board of Canada
- Pays :  Canada
- Genre : Drame
- Durée : 30 minutes
- Dates de sortie : 
  -  Canada : 1956

## Distribution
- Michèle Derny
- Guy Godin
- Jacques Godin
- Jean-Pierre Masson